# Collegio di Faversham and Mid Kent
Faversham and Mid Kent è un collegio elettorale inglese situato nel Kent rappresentato alla camera dei Comuni del parlamento del Regno Unito. Elegge un membro del parlamento con il sistema maggioritario a turno unico; l'attuale parlamentare è Helen Whately del Partito Conservatore, che rappresenta il collegio dal 2015.

## Estensione

Faversham and Mid Kent dal 2010 al 2024

- 1997-2010: i ward del Borough di Swale di Abbey, Boughton, Courtenay, Davington Priory, East Downs, St Ann's, Teynham and Lynsted e Watling, e i ward del Borough di Maidstone di Bearsted, Boxley, Detling, Harrietsham and Lenham, Headcorn, Hollingbourne, Langley, Leeds, Park Wood, Shepway East, Shepway West, Sutton Valence e Thurnham.
- 2010-2024: i ward del Borough di Swale di Abbey, Boughton and Courtenay, Davington Priory, East Downs, St Ann’s e Watling, e i ward del Borough di Maidstone di Bearsted, Boughton Monchelsea and Chart Sutton, Boxley, Detling and Thurnham, Downswood and Otham, Harrietsham and Lenham, Headcorn, Leeds, North Downs, Park Wood, Shepway North, Shepway South e Sutton Valence and Langley.
- dal 2024: i ward del borgo di Maidstone di Bearsted, Boxley, Detling and Thurnham, Downswood and Otham, Harrietsham and Lenham, Leeds, North Downs, Park Wood, Shepway North e Shepway South, e i ward del borgo di Swale di Abbey, Boughton and Courtenay, East Downs, Priory, St. Ann’s, Teynham and Lynsted, Watling e West Downs.

Faversham and Mid Kent copre la parte dei borough di Swale e Maidstone. Il collegio comprende i quartieri più orientali del capoluogo di contea, Maidstone; questo causò confusione tra alcuni residenti del ward elettorale di Maidstone, quando i confini del collegio furono modificati nel 1997 e fu creato un collegio chiamato Maidstone and The Weald (in sostituzione del vecchio collegio di Maidstone), ma alcuni residenti delle aree di Shepway e Park Wood si trovarono compresi nel collegio di Faversham and Mid Kent.

## Membri del parlamento
| Elezione | Elezione       | Deputato    | Partito      |
| -------- | -------------- | ----------- | ------------ |
|          | 1997           | Andrew Rowe | Conservatore |
| 2001     | Hugh Robertson |             | Conservatore |
| 2015     | Helen Whately  |             | Conservatore |

## Elezioni

### Elezioni negli anni 2020
| Partito                    | Partito                                   | Candidato                  | Risultati 4 luglio 2024 | Risultati 4 luglio 2024 |
| Partito                    | Partito                                   | Candidato                  | Voti                    | %                       |
| -------------------------- | ----------------------------------------- | -------------------------- | ----------------------- | ----------------------- |
|                            | Conservatore                              | Helen Whately              | 14 816                  | 31,80                   |
|                            | Laburista                                 | Mel Dawkins                | 13 347                  | 28,65                   |
|                            | Reform UK                                 | Maxwell Harrison           | 9 884                   | 21,21                   |
|                            | Verde                                     | Hannah Temple              | 4 218                   | 9,05                    |
|                            | Lib Dem                                   | Hannah Perkin              | 4 158                   | 8,92                    |
|                            | Democratici Britannici                    | Lawrence Rustem            | 171                     | 0,37                    |
|                            |                                           |                            |                         |                         |
| Iscritti                   | Iscritti                                  | Iscritti                   | 74 301                  | 100,00                  |
| ↳ Votanti (% su iscritti)  | ↳ Votanti (% su iscritti)                 | ↳ Votanti (% su iscritti)  | 46 594                  | 62,71                   |
| ↳ Astenuti (% su iscritti) | ↳ Astenuti (% su iscritti)                | ↳ Astenuti (% su iscritti) | 27 707                  | 37,29                   |
|                            |                                           |                            |                         |                         |
|                            | Esito: collegio confermato a Conservatore |                            |                         |                         |

### Elezioni negli anni 2010
| Partito                    | Partito                                   | Candidato                  | Risultati 12 dicembre 2019 | Risultati 12 dicembre 2019 |
| Partito                    | Partito                                   | Candidato                  | Voti                       | %                          |
| -------------------------- | ----------------------------------------- | -------------------------- | -------------------------- | -------------------------- |
|                            | Conservatore                              | Helen Whately              | 31 864                     | 63,23                      |
|                            | Laburista                                 | Jenny Reeves               | 9 888                      | 19,62                      |
|                            | Lib Dem                                   | Hannah Perkin              | 6 170                      | 12,24                      |
|                            | Verdi                                     | Hannah Temple              | 2 103                      | 4,17                       |
|                            | Indipendente                              | Gary Butler                | 369                        | 0,73                       |
|                            |                                           |                            |                            |                            |
| Iscritti                   | Iscritti                                  | Iscritti                   | 73 404                     | 100,00                     |
| ↳ Votanti (% su iscritti)  | ↳ Votanti (% su iscritti)                 | ↳ Votanti (% su iscritti)  | 50 394                     | 68,65                      |
| ↳ Astenuti (% su iscritti) | ↳ Astenuti (% su iscritti)                | ↳ Astenuti (% su iscritti) | 23 010                     | 31,35                      |
|                            |                                           |                            |                            |                            |
|                            | Esito: collegio confermato a Conservatore |                            |                            |                            |

| Partito                    | Partito                                   | Candidato                  | Risultati 8 giugno 2017 | Risultati 8 giugno 2017 |
| Partito                    | Partito                                   | Candidato                  | Voti                    | %                       |
| -------------------------- | ----------------------------------------- | -------------------------- | ----------------------- | ----------------------- |
|                            | Conservatore                              | Helen Whately              | 30 390                  | 61,09                   |
|                            | Laburista                                 | Michael Desmond            | 12 977                  | 26,08                   |
|                            | Lib Dem                                   | David S. Naghi             | 3 249                   | 6,53                    |
|                            | UKIP                                      | Mark McGiffin              | 1 702                   | 3,42                    |
|                            | Verdi                                     | Alastair Gould             | 1 431                   | 2,88                    |
|                            |                                           |                            |                         |                         |
| Iscritti                   | Iscritti                                  | Iscritti                   | 75 952                  | 100,00                  |
| ↳ Votanti (% su iscritti)  | ↳ Votanti (% su iscritti)                 | ↳ Votanti (% su iscritti)  | 49 749                  | 65,50                   |
| ↳ Astenuti (% su iscritti) | ↳ Astenuti (% su iscritti)                | ↳ Astenuti (% su iscritti) | 26 203                  | 34,50                   |
|                            |                                           |                            |                         |                         |
|                            | Esito: collegio confermato a Conservatore |                            |                         |                         |

| Partito                    | Partito                                   | Candidato                  | Risultati 7 maggio 2015 | Risultati 7 maggio 2015 |
| Partito                    | Partito                                   | Candidato                  | Voti                    | %                       |
| -------------------------- | ----------------------------------------- | -------------------------- | ----------------------- | ----------------------- |
|                            | Conservatore                              | Helen Whately              | 24 895                  | 54,35                   |
|                            | UKIP                                      | Peter Edwards-Daem         | 8 243                   | 18,00                   |
|                            | Laburista                                 | Michael Desmond            | 7 403                   | 16,16                   |
|                            | Lib Dem                                   | David S. Naghi             | 3 039                   | 6,63                    |
|                            | Verdi                                     | Tim Valentine              | 1 768                   | 3,86                    |
|                            | Monster Raving Loony                      | Hairy Knorm Davidson       | 297                     | 0,65                    |
|                            | Democratici                               | Gary Butler                | 158                     | 0,34                    |
|                            |                                           |                            |                         |                         |
| Iscritti                   | Iscritti                                  | Iscritti                   | 69 503                  | 100,00                  |
| ↳ Votanti (% su iscritti)  | ↳ Votanti (% su iscritti)                 | ↳ Votanti (% su iscritti)  | 45 803                  | 65,90                   |
| ↳ Astenuti (% su iscritti) | ↳ Astenuti (% su iscritti)                | ↳ Astenuti (% su iscritti) | 23 700                  | 34,10                   |
|                            |                                           |                            |                         |                         |
|                            | Esito: collegio confermato a Conservatore |                            |                         |                         |

| Partito                    | Partito                                   | Candidato                  | Risultati 6 maggio 2010 | Risultati 6 maggio 2010 |
| Partito                    | Partito                                   | Candidato                  | Voti                    | %                       |
| -------------------------- | ----------------------------------------- | -------------------------- | ----------------------- | ----------------------- |
|                            | Conservatore                              | Hugh Robertson             | 26 250                  | 56,20                   |
|                            | Lib Dem                                   | David S. Naghi             | 9 162                   | 19,61                   |
|                            | Laburista                                 | Ashok Rehal                | 7 748                   | 16,59                   |
|                            | UKIP                                      | Sarah Larkins              | 1 722                   | 3,69                    |
|                            | Verdi                                     | Tim Valentine              | 890                     | 1,91                    |
|                            | Fronte Nazionale                          | Graham Kemp                | 542                     | 1,16                    |
|                            | Monster Raving Loony                      | Hairy Knorm Davidson       | 398                     | 0,85                    |
|                            |                                           |                            |                         |                         |
| Iscritti                   | Iscritti                                  | Iscritti                   | 68 896                  | 100,00                  |
| ↳ Votanti (% su iscritti)  | ↳ Votanti (% su iscritti)                 | ↳ Votanti (% su iscritti)  | 46 712                  | 67,80                   |
| ↳ Astenuti (% su iscritti) | ↳ Astenuti (% su iscritti)                | ↳ Astenuti (% su iscritti) | 22 184                  | 32,20                   |
|                            |                                           |                            |                         |                         |
|                            | Esito: collegio confermato a Conservatore |                            |                         |                         |

### Elezioni negli anni 2000
| Partito                    | Partito                                   | Candidato                  | Risultati 5 maggio 2005 | Risultati 5 maggio 2005 |
| Partito                    | Partito                                   | Candidato                  | Voti                    | %                       |
| -------------------------- | ----------------------------------------- | -------------------------- | ----------------------- | ----------------------- |
|                            | Conservatore                              | Hugh Robertson             | 21 690                  | 49,72                   |
|                            | Laburista                                 | Andrew W. Bradstock        | 12 970                  | 29,73                   |
|                            | Lib Dem                                   | David S. Naghi             | 7 204                   | 16,51                   |
|                            | UKIP                                      | Robert P. Thompson         | 1 152                   | 2,64                    |
|                            | Monster Raving Loony                      | Norman W. Davidson         | 610                     | 1,40                    |
|                            |                                           |                            |                         |                         |
| Iscritti                   | Iscritti                                  | Iscritti                   | 66 401                  | 100,00                  |
| ↳ Votanti (% su iscritti)  | ↳ Votanti (% su iscritti)                 | ↳ Votanti (% su iscritti)  | 43 626                  | 65,70                   |
| ↳ Astenuti (% su iscritti) | ↳ Astenuti (% su iscritti)                | ↳ Astenuti (% su iscritti) | 22 775                  | 34,30                   |
|                            |                                           |                            |                         |                         |
|                            | Esito: collegio confermato a Conservatore |                            |                         |                         |

| Partito                    | Partito                                   | Candidato                  | Risultati 7 giugno 2001 | Risultati 7 giugno 2001 |
| Partito                    | Partito                                   | Candidato                  | Voti                    | %                       |
| -------------------------- | ----------------------------------------- | -------------------------- | ----------------------- | ----------------------- |
|                            | Conservatore                              | Hugh Robertson             | 18 739                  | 45,65                   |
|                            | Laburista                                 | Grahame Birchall           | 14 556                  | 35,46                   |
|                            | Lib Dem                                   | Michael Sole               | 5 529                   | 13,47                   |
|                            | UKIP                                      | James Gascoyne             | 828                     | 2,02                    |
|                            | Verdi                                     | Penelope Kemp              | 799                     | 1,95                    |
|                            | Rock 'n' Roll Loony                       | Norman W. Davidson         | 600                     | 1,46                    |
|                            |                                           |                            |                         |                         |
| Iscritti                   | Iscritti                                  | Iscritti                   | 67 965                  | 100,00                  |
| ↳ Votanti (% su iscritti)  | ↳ Votanti (% su iscritti)                 | ↳ Votanti (% su iscritti)  | 41 051                  | 60,40                   |
| ↳ Astenuti (% su iscritti) | ↳ Astenuti (% su iscritti)                | ↳ Astenuti (% su iscritti) | 26 914                  | 39,60                   |
|                            |                                           |                            |                         |                         |
|                            | Esito: collegio confermato a Conservatore |                            |                         |                         |

## Risultati dei referendum

### Referendum sulla permanenza del Regno Unito nell'Unione europea del 2016
|             | Collegio               | Lasciare UE % | Rimanere in UE % |
| ----------- | ---------------------- | ------------- | ---------------- |
|             | Faversham and Mid Kent | 58,2%         | 41,8%            |
| Inghilterra | 53,3%                  | 46,7%         |                  |
| Regno Unito | 51,9%                  | 48,1%         |                  |